# 武渝高速公路
武汉－重庆高速公路是《国家综合立体交通网规划纲要》公布的一条国家高速公路，起点为湖北武汉，途经汉川、天门、沙洋、当阳、宜昌、秭归、巴东，重庆巫山、奉节、云阳、万州区、忠县、丰都、涪陵、长寿，终点为重庆主城区。

## 分省介绍

### 湖北段

武渝高速公路湖北段

由武汉经天门至宜昌高速公路和宜昌至重庆高速公路组成。
- 武汉经天门至宜昌高速公路：湖北省综合交通运输“十三五”规划中期调整项目，强化武汉“主中心”地位和宜昌的省域副中心地位，实现鄂东、江汉平原、鄂西协同发展，拓展湖北省东西向主通道，有效分担既有沪蓉、沪渝高速过境交通量。
  - 武汉－汉川段[7]：路线总体呈东西向，东起蔡甸区杨新村，与嵩阳大道相接；西止于汉川市田二河镇，与武汉城市圈环线高速交叉，途经武汉、汉川两地。路线全长53.580 km，桥梁16 座（48.330 km）；设计速度120 km/h，路基宽 34.0 m，双向六车道；项目总投资149.31亿元，建设工期约39个月。项目处于第二次环评阶段。
  - 汉川－天门段[10]：起于汉川市田二河镇蔡湖村以南与武汉城市圈环线高速公路交叉，止于天门市岳口镇七屋台村附近与随岳高速公路交叉。路线全长37.630 km，设计速度120 km/h，双向四车道，路基宽27 m；项目总投资57.54亿元。项目已完成工程可行性研究。
  - 天门－荆门段。
  - 荆门段[8]：起于荆门、天门交界的红星大队附近与武天宜高速天门段对接，止于荆门、宜昌交界的刘家屋场附近对接武天宜高速宜昌段，途经钟祥、沙洋两地。路线全长56.707 km，设计速度120 km/h，双向六车道，路基宽34.0 m。项目处于环评阶段。
  - 荆门－宜昌段[9][11]：宜昌境内全长约63 km，估算投资约70亿元。处于规划阶段。
- 宜昌至重庆高速公路。
  - 宜昌段[9][11]：接三峡翻坝江南高速公路至恩施，新建段全长约70 km，估算投资150亿元。处于规划阶段。
  - 巴东段。

### 重庆段
即原 渝巴高速，处于规划阶段。

## 与国家高速网的联系
- 京港澳高速：在武汉蔡甸区红庙互通交汇，连接 汉蔡高速。
- 许广高速：在天门岳口镇交汇。
- 二广高速：在沙洋交汇。
- 呼北高速：在宜昌夷陵区鸦鹊岭镇交汇。
- 沪蓉高速：在宜昌夷陵区鸦鹊岭镇交汇。
- 沪渝高速：在宜昌猇亭区第一次交汇，在忠县第二次交汇。
- 安来高速：在巫山交汇。
- 恩广高速：在重庆万州区交汇。
- 张南高速：在忠县交汇。